# Schrandelberg
Der Schrandelberg ist ein 568,4 m ü. NHN hoher Berg des Mittelgebirges Fränkische Alb im mittelfränkischen Landkreis Weißenburg-Gunzenhausen.

## Geographie

### Lage
Der Berg befindet sich im Süden des Landkreises Weißenburg-Gunzenhausen und liegt südwestlich von Langenaltheim, südlich von Langenaltheimer Haardt und nördlich des Waldgebietes Oberholz. Er befindet sich inmitten des Naturparks Altmühltal in einem Landschaftsschutzgebiet und ist teilweise als Vogelschutzgebiet und FFH-Gebiet geschützt. Einige Wander- und Radwanderwege führen am Berg vorbei. Im Osten liegt eine Deponie und ein Steinbruch zum Abbau des Solnhofener Plattenkalks. Nordöstlich befindet sich ein Gewerbegebiet.

### Naturräumliche Zuordnung
Der Schrandelberg gehört in der naturräumlichen Haupteinheitengruppe Fränkische Alb (Nr. 08), in der Haupteinheit Südliche Frankenalb (082) und in der Untereinheit Altmühlalb (082.2) zum Naturraum Obere Altmühlalb (082.22).